# Yuezhi
Yuezhi var ett forntida folk som ursprungligen levde ett nomadiskt liv i det som idag är Gansuprovinsen i nordvästra Kina. De nämns första gången i kinesiska källor på 100-talet f.Kr. Någon gång mellan åren 174 till 161 f.Kr. blev deras rike erövrat och kungen dödad av Xiongnu, och de resterande flydde västerut och erövrade Sogdiana och Baktrien, och gjorde slut på det Grekisk-baktriska riket under 120-talet f.Kr. Lite senare blev området erövrat av tokharer, och en ny dynasti grundades av en av de fem styrande yuezhihövdingarna, Kushan, och skapade ett rike i norra Indien och Centralasien. Riket överlevde fram till 450 e.Kr. då det erövrades av heftaliterna.
Det kushanska riket var viktigt i spridandet av buddhismen till Kina.